# Mariana de la Cueva Benavides y Barradas

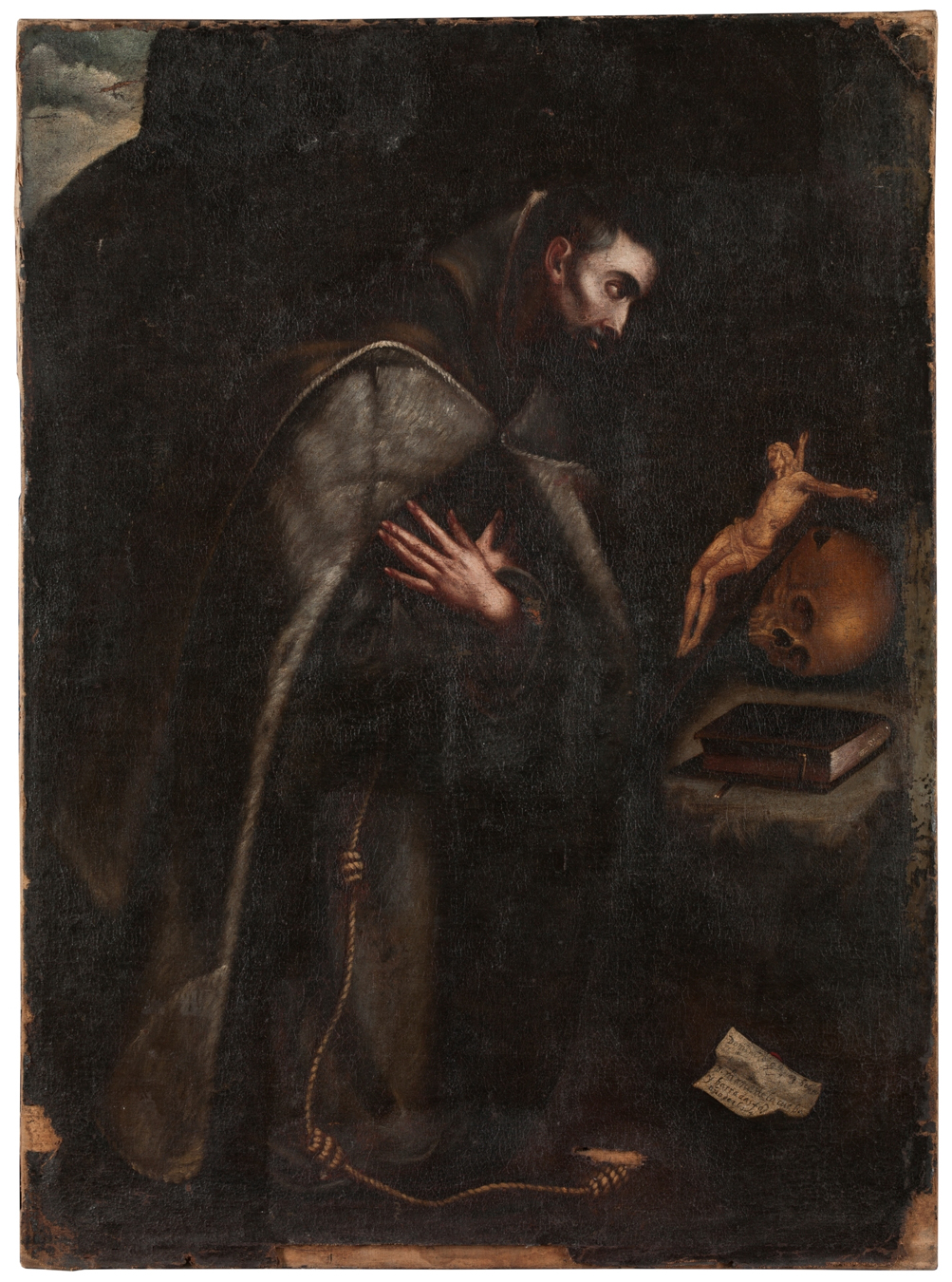
San Francisco de Asís arrodillado en meditación, óleo sobre lienzo, 137 x 101 cm, Madrid, Museo del Prado.

Mariana de la Cueva Benavides y Barradas (Guadix, 1623-Granada, 1688) fue una pintora mencionada por Antonio Palomino en El museo pictórico y escala óptica dentro de una relación de damas distinguidas que practicaron la pintura, relación encabezada por la reina María Luisa de Orleans. En ella, tras la condesa de Villaumbrosa que «pintó con primor», citaba Palomino a:

Doña Mariana de la Cueva, Benavides, y Barradas, Muger de Don Francisco de Zayas, Caballero del Ábito de Calatrava, y hermana de otros tres Cavalleros de Ábito, fue excelente Pintora en Granada.

## Biografía
Mariana de la Cueva nació en Guadix, en el seno de una familia acomodada del patriciado urbano. Según declara la partida de bautismo, fue bautizada en el hogar familiar el 24 de febrero de 1623 por hallarse «mala». Su padre, Pedro de la Cueva Benavides, era regidor del cabildo municipal, y su madre, Juana María de Barradas, descendía de una familia nobiliaria, como hija del señor de Cortes y Graena. En 1635, Pedro de la Cueva murió envenenado y su viuda e hijas se recluyeron en el monasterio de Santiago, de religiosas clarisas. La sospecha de que Juana de Barradas y una esclava habían estado involucradas en el asesinato del regidor llevó a los alcaldes del crimen de la Real Chancillería de Granada hasta Guadix, donde realizaron una serie de averiguaciones que se saldaron con la condena a destierro de Juana de Barradas, quien se trasladó al monasterio de Nuestra Señora de los Ángeles de Granada, perteneciente a la misma orden.
Mariana de la Cueva permaneció en el monasterio de Santiago de Guadix hasta 1639. Contando dieciséis años, contrajo matrimonio con el granadino Pedro de Ostos y Zayas, caballero de la orden de Calatrava. El enlace se celebró por poderes el 28 de julio de dicho año en la parroquia de San Pedro y San Pablo de Granada, ciudad a la que Mariana de la Cueva acabó trasladándose. En 1662 ya se declaraba viuda, lo que probablemente le permitió gozar de mayor libertad para ejercitarse en el arte de la pintura en su casa-palacio de la cuesta de Santa Inés, hoy conocida como el palacio de los Olvidados. Falleció el 6 de septiembre de 1688 y fue enterrada en la parroquia de San Gil, a escasos metros del hospital de la Caridad y Refugio.
El reducido número de obras seguras que por el momento se han podido identificar de mano de Mariana de la Cueva sugiere que su labor se desarrolló fundamentalmente en el ámbito de la copia pictórica. Especialmente significativo resulta el elenco de seis pinturas que realizó en 1672 para la iglesia del hospital de la Caridad y Refugio de Granada, que fueron expuestas en parangón con las obras de otros reconocidos pintores granadinos del momento como Juan de Sevilla y Pedro Atanasio Bocanegra. Tres de ellas -firmadas- fueron ubicadas en el imafronte del templo, configurando un peculiar tríptico con la escena del Entierro de Cristo en la tela central y San Francisco de Paula y San Francisco de Asís en las laterales. Seguidamente, realizó otras tres pinturas para este mismo espacio con los temas de San Juan Bautista en el desierto, San Jerónimo penitente y la Liberación de San Pedro. Con la salvedad del San Jerónimo -que copia un original perdido o no identificado de Alonso Cano-, el resto de pinturas constituyen copias de reconocidos originales de José de Ribera. Mariana de la Cueva realizó estas seis pinturas «de limosna» para contribuir a la decoración de esta institución benéfica, aunque fue gratificada con 400 reales de vellón.
En 2018, gracias al legado de Carmen Sánchez García, el Museo del Prado adquirió un lienzo representando a San Francisco de Asís arrodillado en meditación, firmado y fechado en un papel fingido al pie del santo «D. maria(na) de la cueba  / y barradas fac / año de 16?4». Presentado por la casa de subastas como «copia del Greco», la raíz de su composición se encuentra en un conocido modelo del pintor cretense.
Asimismo, por encargo de la priora del monasterio de carmelitas calzadas de Granada, la venerable Juana Úrsula de San José, pintó un lienzo con el tema de Cristo a la Columna -también firmado-, que forma parte de un pequeño ciclo sobre la pasión de Cristo, realizado con motivo de la revelación mística que había experimentado esta religiosa carmelita.